# Euglypha rojasiana
Euglypha rojasiana là một loài thực vật có hoa trong họ Aristolochiaceae. Loài này được Chodat & Hassl. mô tả khoa học đầu tiên năm 1906.